# Шабаев, Андрей Валерьевич
Андрей Валерьевич Шабаев (род. 15 февраля 1987, Даугавпилс) — казахстанский футболист, защитник.

## Карьера
Воспитанник алматинской футбольной школы «Цесна».
В профессиональной карьере дебютировал в 2004 году в составе «Цесны» — выступавшего в первой лиге фарм-клуба «Алта-Аты». В сезоне 2007 года играл за сатпаевский «Казахмыс». В следующем сезоне перешёл в «Алма-Ату», но не сыграл за неё ни одного матча и в том сезоне снова оказался в «Казахмысе». В 2010 году провёл 25 игр в первой лиге в составе клуба «Цесна». В 2011 году играл в казахстанской Суперлиге в составе «Востока» из Усть-Каменогорска. Следующие два сезона провёл в «Таразе». В 2014—2015 годах — снова в Усть-Каменогорске. После расформирования клуба оказался в Талдыкоргане, став игроком «Жетысу». После вылета «Жетысу» в первую лигу перешёл в уральский «Акжайык».

## Достижения
«Атырау»
- Финалист Кубка Казахстана: 2019